# Hugo von Buttel-Reepen
Hugo von Buttel-Reepen, född 12 februari 1860 i Bremen, Tyskland, död 7 november 1933 i Oldenburg, var en tysk zoolog och forskningsresande, som 1924 blev direktör för naturhistoriska museet i Oldenburg. Bland hans skrifter, som huvudsakligen behandlar binas och getingarnas levnadsvanor märks Sind die Bienen Reflexmaschinen? (1900), Die stammegeschichtliche Enstehung des Bienenstaates (1903) och Leben und Wesen der Bienen (1915).

## Biografi
Reepen var son till handelsmannen Georg Reepen (1818–1906) och hans hustru Astra Helene, född von Buttel (1835–1878). Hans mor var dotter till den oldenburgske premiärministern Dietrich Christian von Buttel. 
Reepen gick i gymnasiet i Bremen och Oldenburg och började sedan en lärlingsutbildning inom jordbruket i Mecklenburg och Holstein. Han var dock tvungen att avsluta denna på grund av en lungsjukdom. År 1885 reste han till Ostindien, där han ville bosätta sig som köpman och plantageägare. På grund av malaria var han 1887 dock tvungen att överge dessa planer och återvände till Tyskland, där han flyttade efter en längre konvalescensledighet till sin moster Minna von Buttel. Hon adopterade honom 1900, så att han från och med då bar namnet Buttel-Reepen. Redan under sin vistelse i Indien utvecklade han vetenskapliga och etnologiska intressen och 1897 gjorde han därför en omfattande resa till Chile. 

## Karriär
För att komma ikapp med en vetenskaplig utbildning började han 1898 vid 38 års ålder studera för en universitetsexamen i zoologi och paleontologi och tog 1902 med en doktorsexamen i zoologi som vid universitetet i Freiburg. Han återvände sedan till Oldenburg och ägnade sig åt vetenskapliga studier som privatforskare. Hans förmögenhet tillät honom att driva sina intressen utan ekonomiska begränsningar. 
I Oldenburg koncentrerade han sin forskning främst på binas fylogenetiska historia, beteende och biologi, om vilken han publicerade många essäer och studier. Åren 1911-1912 genomförde han en forskningsresa till Java, Sumatra och Malacka på uppdrag av Preussiska vetenskapsakademin för att studera samhällsbildande insekter. Buttel-Reepen ägnade sig också intensivt åt biodling. Han var medgrundare av Bienenwirtschaftlichen Zentralvereins i Oldenburg, där han spelade en ledande roll. Dessutom grundade han 1921 Oldenburger Imkerschule, vars ledning han tog över, och var ordförande för forskningsutskottet i det tyska biodlareförbundet. Efter att ha förlorat sin förmögenhet på grund av tysk inflation var Buttel-Reepen tvungen att söka arbete. Från 1922 till 1924 var han anställd av Landesbrandkasse och utsågs sedan till chef för Statens naturmuseum, som han ledde fram till sin död 1933 i Oldenburg. 

## Vetenskapligt arbete
Som biodlare behandlade Buttel-Reepen biodling intensivt. Han publicerade avhandlingar om binas fylogenetiska historia och biologi. I den motsatte han sig en rent mekanistisk tolkning av bin som en ren reflexmaskin, men varnade samtidigt för att humanisera till synes intelligent beteende hos dem. Han insåg att bin uppenbarligen har ett minne och att de kan bearbeta gjorda erfarenheter. Han trodde att bin kan kommunicera med varandra via ett mycket utvecklat talat språk.
Han gav ett betydande bidrag till biotiken och taxonomin hos honungsbin. Han applicerade en strikt definition av art och reducerade antalet kända biarter till tre, som han tilldelade till alla andra tidigare kända biarter som underarter: Apis dorsata, Apis florea och Apis mellifera. För detta ändamål reflekterade han över honungsbinas fylogenetiska utveckling, som huvudsakligen baserades på hans observationer om det sociala beteendet hos ensamma bin och samhällsbildande honungsbin. von Buttel-Reepen gav hedbiet, en ekotyp av det mörka biet, det latinska namnet Apis mellifera lehzeni och var den förste att beskriva det asiatiska röda honungsbiet, till vilket han gav namnet Apis koschevnikovi för att hedra den ryska biforskaren Grigorij Aleksandrovič Koževnikov.